# マーケット・キング
マーケット・キング（Marquette King 1988年10月26日- ）はジョージア州メイコン出身のアメリカンフットボール選手。ポジションはパンター。XFLのアーリントン・レネゲイズ所属。

## 経歴

### プロ入り前
NCAA1部校ではなく、フォートバレー州立大学でプレーした。4年次の2011年には平均43ヤードを蹴り、21回のパントを敵陣20ヤードに蹴りこむ活躍を見せ、カンファレンスのファーストチーム及び大学のMVPに選ばれた。ベスーン＝クックマン大学戦では80ヤードのパントを蹴った。

### プロ入り後

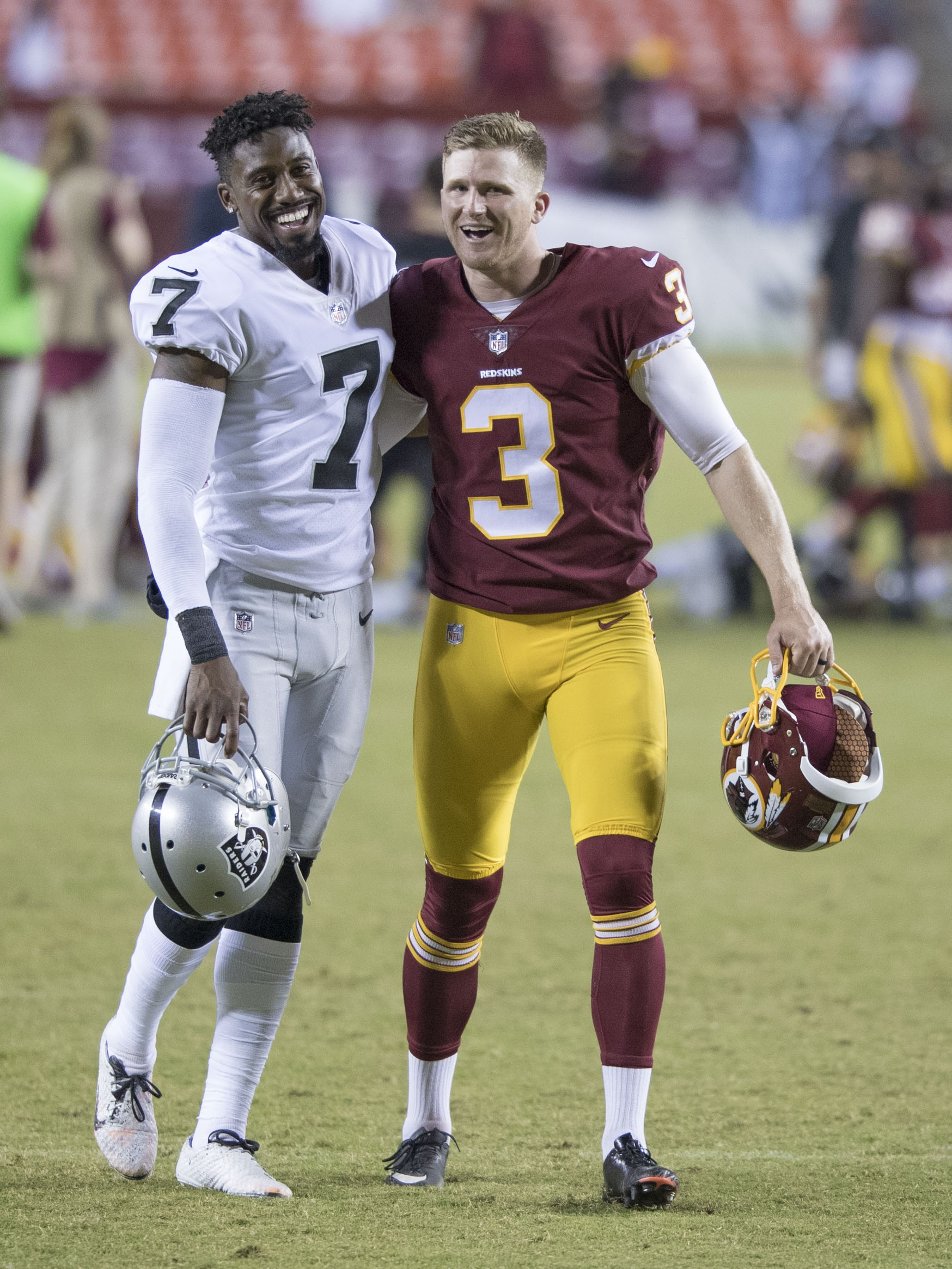
2017年シーズン、ワシントン・レッドスキンズ戦にて、右はダスティン・ホプキンス

2012年のNFLドラフト終了後、ベテランのシェーン・レクラーの代役候補として、オークランド・レイダースと3年契約を結んだ。トレーニングキャンプでは、負傷したレックラーの代わりにパントスナップのほとんどを受けた。
プレシーズン終盤の試合で負傷し、2012年シーズンは、故障者リストで過ごした。
2013年、レックラーがフリーエージェントとなり、ヒューストン・テキサンズへ去ると、ベテランのクリス・クルウェとポジションを争った。プレシーズンゲーム終了とともに、クルウェに勝利し、ポジションを獲得した。第10週のニューヨーク・ジャイアンツ戦ではパントをブロックされ、リターンTDを許した。
2015年、83回のパントを蹴り、敵陣20ヤード以内に、レイダース記録となる40回蹴り込んだ。2016年2月29日、5年1650万ドルでレイダースと契約を結んだ。
2018年3月、レイダースを退団。翌4月、同地区ライバルのデンバー・ブロンコスに加入。10月8日にリリースされた。
2019年11月に新興リーグ・XFLのセントルイス・バトルホークスにドラフト指名されるも、リーグ戦が途中で打ち切りとなった。
2022年11月にXFLのアーリントン・レネゲイズにドラフト指名された。